# Agapetus arvernensis
Agapetus arvernensis là một loài Trichoptera trong họ Glossosomatidae. Chúng phân bố ở miền Cổ bắc.